# 13e étape du Tour de France 1952
Pour un article plus général, voir Tour de France 1952.
La 13e étape du Tour de France 1952 s'est déroulée le 8 juillet 1952 entre la principauté de Monaco et la ville d'Aix-en-Provence. L'étape d'une longueur de 214 km longe la Méditerranée sur une centaine de kilomètres. Elle est marquée par la réussite d'une échappée composée de trois français et de la victoire de Raoul Remy.

## Profil de l'étape

### Parcours
L'étape débute à Monaco à la frontière française et une première difficulté se présente aux coureurs dès les premiers kilomètres avec la côte vers le vieux village d'Eze. Ensuite, la course plonge vers Nice et longe la Méditerranée sur un parcours relativement plat jusqu'à Saint-Raphaël.
La suite est plus pentue, puisque la course se dirige vers le cœur de la Provence (Le Luc, Brignoles, Pourcieux). L'organisateur prédit que l'étape se jouera avant Pourcieux car les 40 derniers kilomètres restants sont dépourvus de difficultés avant l'arrivée d'Aix-en-Provence.

### Horaires de passage
| Lieu                            | Lieu                            | Km                              | Horaire prévu                   |                                  | Lieu                             | Lieu                             | Km                               | Horaire prévu |
| Monaco                          | Monaco                          | Monaco                          | Monaco                          |                                  | Boulouris (Saint-Raphaël)        | 87                               | 12 h 40                          |               |
|                                 | Monaco (frontière)              | 0                               | 10 h 0                          |                                  | Saint-Raphaël                    | 92                               | 12 h 49                          |               |
| France                          | France                          | France                          | France                          |                                  | Fréjus                           | 95                               | 12 h 55                          |               |
| Département des Alpes-Maritimes | Département des Alpes-Maritimes | Département des Alpes-Maritimes | Département des Alpes-Maritimes |                                  | Puget-Sur-Argens                 | 100                              | 13 h 4                           |               |
|                                 | Nice                            | 19                              | 10 h 36                         |                                  | Le Muy                           | 110                              | 13 h 22                          |               |
|                                 | Cros-de-Cagnes                  | 27                              | 10 h 50                         |                                  | Vidauban                         | 123                              | 13 h 46                          |               |
|                                 | Antibes                         | 40                              | 11 h 14                         |                                  | Le Luc                           | 133                              | 14 h 4                           |               |
|                                 | Juan-les-Pins                   | 42                              | 11 h 18                         |                                  | Flassans-sur-Issole              | 143                              | 14 h 24                          |               |
|                                 | Cannes                          | 51                              | 11 h 34                         |                                  | Brignoles                        | 157                              | 14 h 49                          |               |
|                                 | Mandelieu-La- Napoule           | 59                              | 11 h 49                         |                                  | Tourvès                          | 169                              | 15 h 11                          |               |
|                                 | Théoule-sur-Mer                 | 61                              | 11 h 53                         |                                  | Saint-Maximin-la-Sainte-Baume    | 176                              | 15 h 37                          |               |
| Département du Var              | Département du Var              | Département du Var              | Département du Var              |                                  | Pourcieux                        | 183                              | 15 h 41                          |               |
|                                 | Le Trayas                       | 67                              | 12 h 26                         | Département des Bouches-du-Rhône | Département des Bouches-du-Rhône | Département des Bouches-du-Rhône | Département des Bouches-du-Rhône |               |
|                                 | Anthéor                         | 76                              | 12 h 20                         |                                  | Chateauneuf-la-Rouge             | 201                              | 16 h 8                           |               |
|                                 | Agay                            | 81                              | 12 h 29                         |                                  | Aix-en-Provence                  | 214                              | 16 h 29                          |               |

## Déroulement de la course

### Contexte au départ de l'étape

#### Départ de Monaco et traversée de Nice
Le départ est donné à 10 h à la frontière entre Monaco et la France, 82 coureurs prennent la route de la France par un temps magnifique et ensoleillé avec un vent défavorable jusqu'au ravitaillement de Le Luc (km. 133).
C'est à Nice (km. 19) qu'une première tentative d’échappée est lancée. Lapébie, Goldschmit, Rotta, Marinelli, Vitetta, Delahaye prennent 200 mètres d'avance sur la promenade des Anglais, mais le peloton revient rapidement sous l'action de l'équipe d'Italie.

#### Plusieurs tentatives d’échappée le long de la Côte d'Azur
A Cannes (km. 51), Giguet se sauve pour prendre la prime, il compte 25 secondes d'avance avant de se laisser reprendre par le peloton. Avant Saint-Raphael (km. 92), Pardoën, Pezzuli, Rolland, Decaux lancent une attaque qui est contrée une nouvelle fois par les Italiens, dont Coppi, appuyé par Franchi, Crippa, Milano, Pezzi mais aussi Nolten, Faanhof, Quentin, Robic, Kebaïli, Fernandez, Lapedie et Close. L’échappée est rejointe après Fréjus (km. 100). Sans donner de répit au peloton, Serra Gil et Close tentent à leur tour de s'éloigner, sans succès.

#### Ravitaillement de Le Luc
Avec un retard d'une heure sur l'horaire prévu, le peloton arrive au ravitaillement de Le Luc (km. 133). Vivier qui ne prend pas le temps de prendre une cannette sort du peloton et produit un écart. Une riposte s'organise chez les Français avec Quentin, Dotto et Remy qui emmènent Van Breenen et Serra Gil. Rapidement, le trio de Français rejoint Vivier et lâche les deux autres qui sont rattrapés peu de temps après par un groupe composé de Coppi, Robic, Rolland, Fernandez et Kebaïli. Assez vite (km. 136) le quatuor compte 55 s d'avance sur le groupe Coppi et 1 min 45 s sur le peloton.

#### La côte de Saint-Maximin
L'avance du quatuor de tête ne cesse de grandir sur le peloton regroupé après avoir repris le groupe Coppi. Dans la côte après Saint-Maximin-la-Sainte-Baume (km. 176) Vivier est lâché. 8 km plus tard, les trois Français comptent 3 min 45 s sur Vivier, 4 min 55 s sur Rossinelli et 7 min 50 s sur le peloton.

#### Arrivée à Aix-en-Provence
A 10 km de l'arrivée, Rossinelli est repris par le peloton qui accuse un retard de 9 min 15 s sur le groupe de tête (Vivier est toujours intercalé entre les deux groupes). A Aix, le sprint permet à Rémy de l'emporter très nettement.

### Faits marquants de l'étape
- Raoul Rémy remporte sa deuxième étape du Tour de France (après celle de 1948) à Aix-en-Provence où il est acclamé par la foule comme le local de l'étape (étant natif de Marseille).
- La performance des trois échappés français permet à l'équipe de France de reprendre la tête du classement par équipes tenue jusque-là par l'Italie.

### Réactions dans la presse
- Raoul Rémy réagissant à sa victoire d'étape à Aix-en-Provence, alors que certains observateurs lui font remarquer qu'il aurait pu laisser gagner Jean Dotto afin que celui-ci bénéficie de la minute de bonification du vainqueur au lieu des trente secondes du second :

« J'ai aidé Jean à reconquérir plus de sept minutes. Il pouvait me permettre de lui faire perdre trente secondes de bonification en me laisser gagner chez moi. Il sait d'ailleurs que je lui revaudrai cela. Je voulais cette victoire, je vous l'ai dit. Hier soir d'ailleurs j'avais téléphoné à ma femme pour lui demander de venir à Aix afin que je lui offre le bouquet du vainqueur. J'avais même avisé Coppi de mes intentions. Bonne mère, je crois que je n'ai jamais sprinté aussi vite que pour faire le trou au contrôle de ravitaillement. »

— Raoul Rémy, L'Equipe du 9 juillet 1952
- Jean Dotto membre de l’échappée victorieuse avec Rémy :

« Cela n'a pas été du gâteau au début. Raoul roulait très fort et moi je m'accrochais. Après, c'est lui qui tira sur le guidon. Et après, Quentin, mais nous avons fini par nous retrouver tous les trois. »

— Jean Dotto, L'Equipe du 9 juillet 1952
- Jacques Vivier réagissant à la fin de l'étape alors qu'il a été lâché par les autres coureurs de l'échappé du jour:

« A l'encontre de mon interet, j'ai consenti à rouler et à prendre des relais parce qu'ils me l'ont demandé. Ils m'avaient promis, en échange, de ne pas essayer de le lâcher ... et sur ces bonnes paroles, ils ont démarré par suprises dans la dernière côte. J'aurais pu revenir sur eux et m'accrocher à l'energie ... mais à quoi bon ? J'aurais risqué de payer un tel effort dans les jours à venir. Or, je tiens avant tout à terminer ce premier Tour. Je verrai plus tard. »

— Jacques Vivier, L'Equipe du 9 juillet 1952

## Résultats

### Classement de l'étape
| \| Classement de l'étape \| Classement de l'étape \| Classement de l'étape \| Classement de l'étape \| Classement de l'étape \| \| Coureur \| Coureur \| Pays \| Équipe \| Temps \| \| --------------------- \| --------------------- \| --------------------- \| --------------------- \| --------------------- \| \| 1er \| Raoul Rémy \| France \| France \| 7 h 06 min 39 s \| \| 2e \| Jean Dotto \| France \| France \| + 0 s \| \| 3e \| Maurice Quentin \| France \| France \| + 0 s \| \| 4e \| Jacques Vivier \| France \| Ouest / Sud-Ouest \| + 4 min 03 s \| \| 5e \| Tino Sabbadini \| France \| Ouest / Sud-Ouest \| + 7 min 26 s \| \| 6e \| Guy Lapébie \| France \| Ouest / Sud-Ouest \| + 7 min 26 s \| \| 7e \| Stan Ockers \| Belgique \| Belgique \| + 7 min 26 s \| \| 8e \| Alois De Hertog \| Belgique \| Belgique \| + 7 min 26 s \| \| 8e \| André Rosseel \| Belgique \| Belgique \| + 7 min 26 s \| \| 8e \| Maurice Neyt \| Belgique \| Belgique \| + 7 min 26 s \| |                 |          |                   |                 |
| |                 |          |                   |                 |
| |                 |          |                   |                 |
| Classement de l'étape |                 |          |                   |                 |
| Coureur | Coureur         | Pays     | Équipe            | Temps           |
| 1er | Raoul Rémy      | France   | France            | 7 h 06 min 39 s |
| 2e | Jean Dotto      | France   | France            | + 0 s           |
| 3e | Maurice Quentin | France   | France            | + 0 s           |
| 4e | Jacques Vivier  | France   | Ouest / Sud-Ouest | + 4 min 03 s    |
| 5e | Tino Sabbadini  | France   | Ouest / Sud-Ouest | + 7 min 26 s    |
| 6e | Guy Lapébie     | France   | Ouest / Sud-Ouest | + 7 min 26 s    |
| 7e | Stan Ockers     | Belgique | Belgique          | + 7 min 26 s    |
| 8e | Alois De Hertog | Belgique | Belgique          | + 7 min 26 s    |
| 8e | André Rosseel   | Belgique | Belgique          | + 7 min 26 s    |
| 8e | Maurice Neyt    | Belgique | Belgique          | + 7 min 26 s    |

### Bonifications en temps
|   | Coureur    | Pays   | Équipe | Bonus |
| - | ---------- | ------ | ------ | ----- |
| 1 | Raoul Rémy | France | France | 1 min |
| 2 | Jean Dotto | France | France | 30 s  |

#### Prix de la combattivité
- Jean Dotto (France)

### Galerie photos des vainqueurs

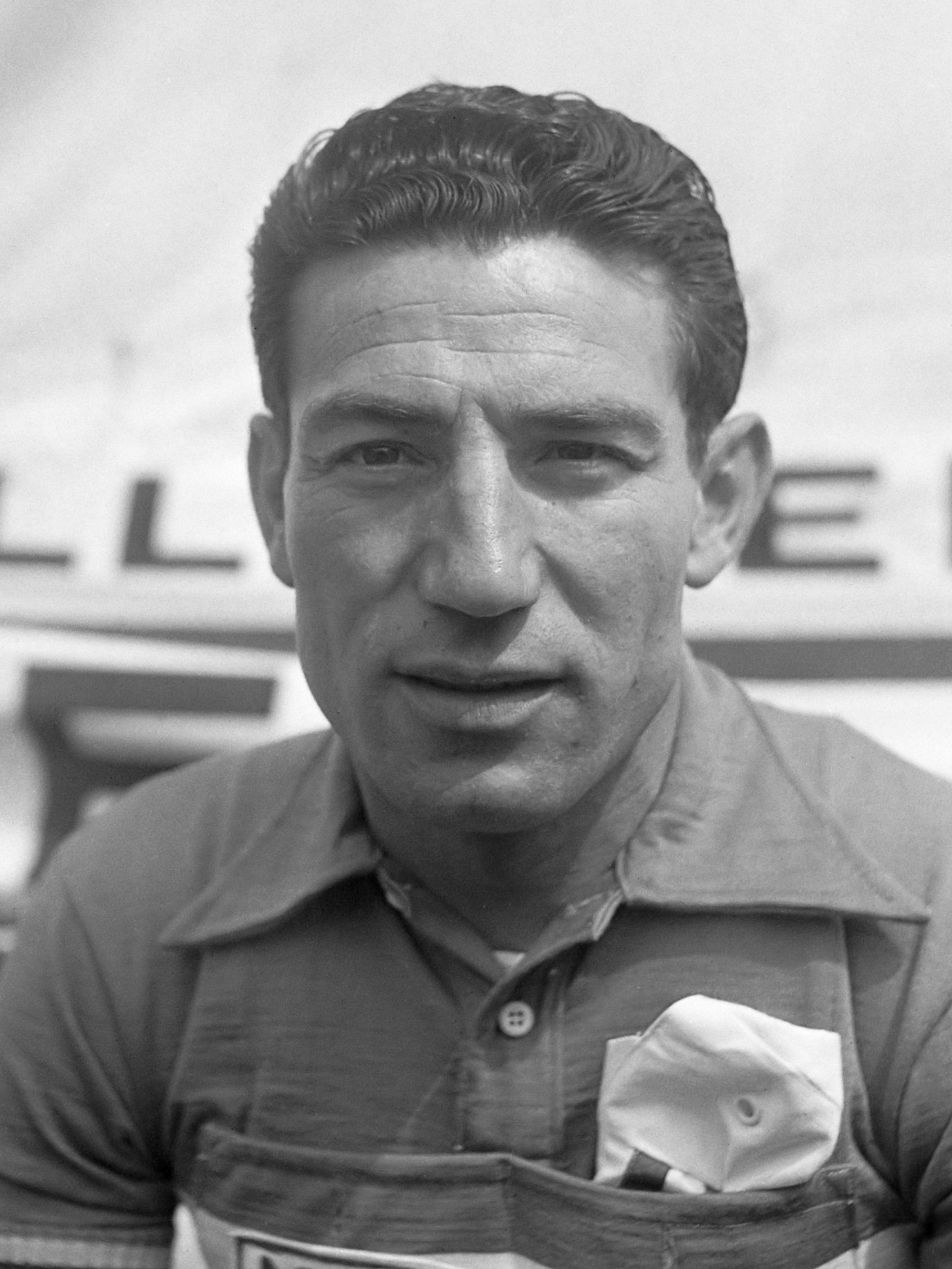
Raoul Rémy (Équipe France) Vainqueur de l'étape du jour
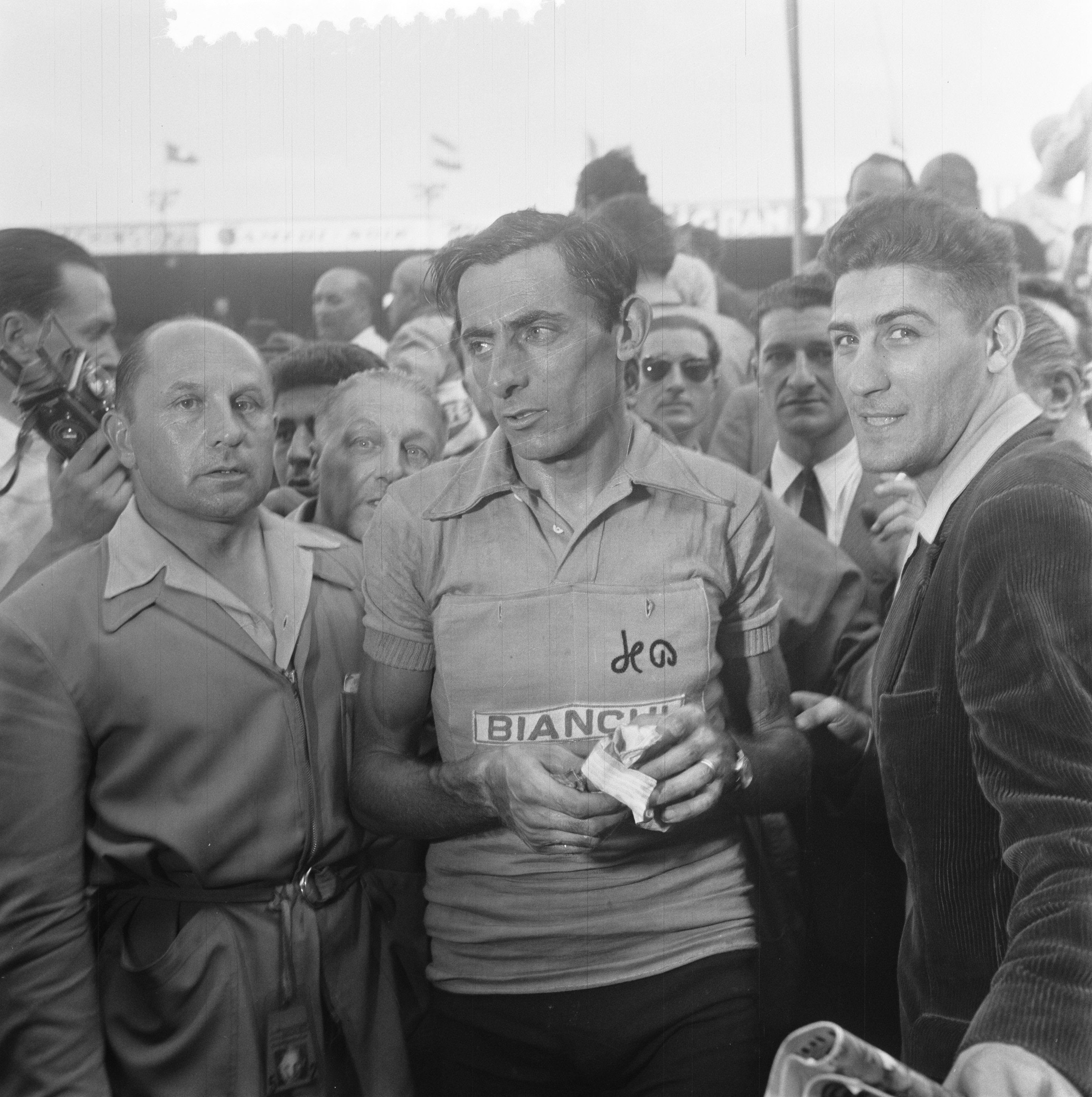
Fausto Coppi (Équipe Italie) Leader du classement général et du classement de la montagne
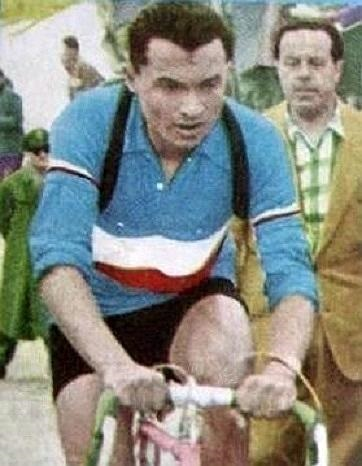
Jean Dotto (Équipe France) Élu meilleur combatif du jour
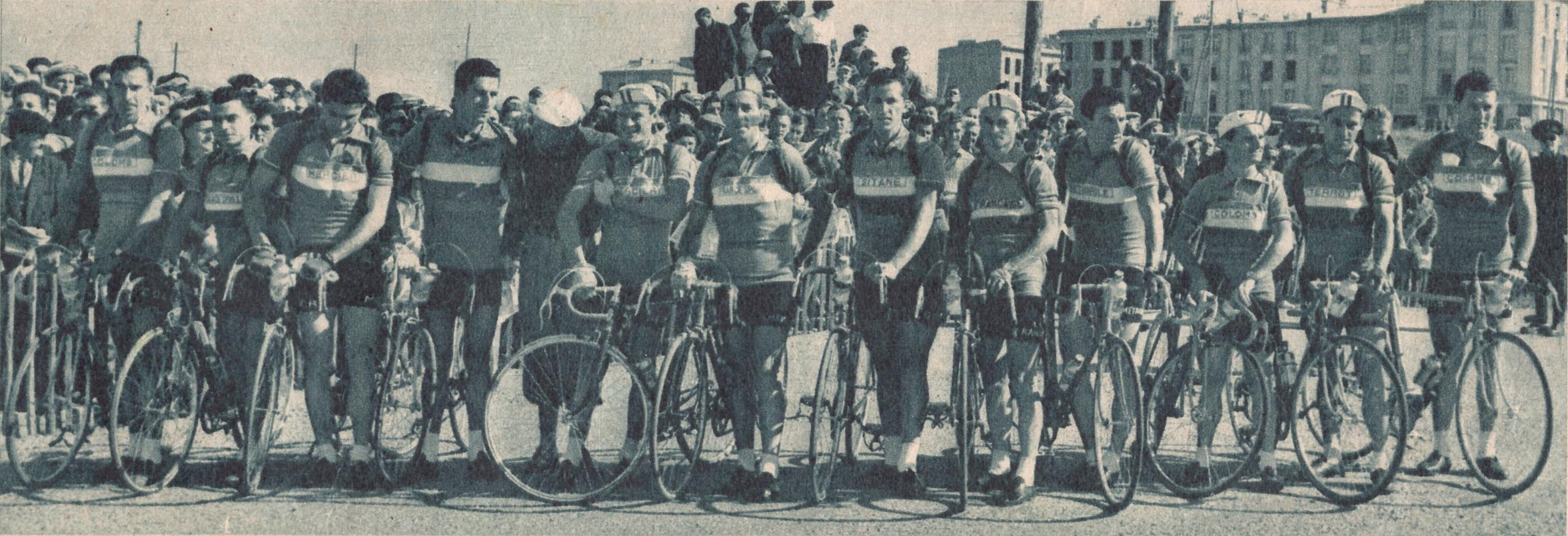
Équipe de France Meilleure équipe au classement général des équipes

## Classement à l'issue de l'étape

### Classement général
| \| Classement général \| Classement général \| Classement général \| Classement général \| Classement général \| \| Coureur \| Coureur \| Pays \| Équipe \| Temps \| \| ------------------ \| ------------------ \| ------------------ \| ------------------ \| ------------------ \| \| 1er \| Fausto Coppi \| Italie \| Italie \| 83 h 20 min 57 s \| \| 2e \| Alex Close \| Belgique \| Belgique \| + 24 min 02 s \| \| 3e \| Bernardo Ruiz \| Espagne \| Espagne \| + 25 min 26 s \| \| 4e \| Stan Ockers \| Belgique \| Belgique \| + 25 min 27 s \| \| 5e \| Fiorenzo Magni \| Italie \| Italie \| + 26 min 04 s \| \| 6e \| Gino Bartali \| Italie \| Italie \| + 26 min 46 s \| \| 7e \| Jean Dotto \| France \| France \| + 27 min 37 s \| \| 8e \| Andrea Carrea \| Italie \| Italie \| + 30 min 16 s \| \| 9e \| Jean Robic \| France \| France \| + 31 min 51 s \| \| 10e \| Pierre Molinéris \| France \| Sud-Est \| + 33 min 48 s \| |                  |          |          |                  |
| |                  |          |          |                  |
| |                  |          |          |                  |
| Classement général |                  |          |          |                  |
| Coureur | Coureur          | Pays     | Équipe   | Temps            |
| 1er | Fausto Coppi     | Italie   | Italie   | 83 h 20 min 57 s |
| 2e | Alex Close       | Belgique | Belgique | + 24 min 02 s    |
| 3e | Bernardo Ruiz    | Espagne  | Espagne  | + 25 min 26 s    |
| 4e | Stan Ockers      | Belgique | Belgique | + 25 min 27 s    |
| 5e | Fiorenzo Magni   | Italie   | Italie   | + 26 min 04 s    |
| 6e | Gino Bartali     | Italie   | Italie   | + 26 min 46 s    |
| 7e | Jean Dotto       | France   | France   | + 27 min 37 s    |
| 8e | Andrea Carrea    | Italie   | Italie   | + 30 min 16 s    |
| 9e | Jean Robic       | France   | France   | + 31 min 51 s    |
| 10e | Pierre Molinéris | France   | Sud-Est  | + 33 min 48 s    |

| Classement de la montagne | Classement de la montagne | Classement de la montagne | Classement de la montagne | Classement de la montagne |
| Coureur                   | Coureur                   | Pays                      | Équipe                    | Points                    |
| ------------------------- | ------------------------- | ------------------------- | ------------------------- | ------------------------- |
| 1er                       | Fausto Coppi              | Italie                    | Italie                    | 48 pts                    |
| 2e                        | Antonio Gelabert          | Espagne                   | Espagne                   | 32 pts                    |
| 3e                        | Raphaël Géminiani         | France                    | France                    | 29 pts                    |
| 4e                        | Stan Ockers               | Belgique                  | Belgique                  | 27 pts                    |
| 5e                        | Jean Robic                | France                    | France                    | 20 pts                    |
| 5e                        | Gino Bartali              | Italie                    | Italie                    | 20 pts                    |

| Classement de la montagne | Classement de la montagne | Classement de la montagne | Classement de la montagne | Classement de la montagne |
| Coureur                   | Coureur                   | Pays                      | Équipe                    | Points                    |
| ------------------------- | ------------------------- | ------------------------- | ------------------------- | ------------------------- |
| 1er                       | Fausto Coppi              | Italie                    | Italie                    | 48 pts                    |
| 2e                        | Antonio Gelabert          | Espagne                   | Espagne                   | 32 pts                    |
| 3e                        | Raphaël Géminiani         | France                    | France                    | 29 pts                    |
| 4e                        | Stan Ockers               | Belgique                  | Belgique                  | 27 pts                    |
| 5e                        | Jean Robic                | France                    | France                    | 20 pts                    |
| 5e                        | Gino Bartali              | Italie                    | Italie                    | 20 pts                    |

| Classement par équipes | Classement par équipes | Classement par équipes | Classement par équipes |
| Équipe                 | Équipe                 | Pays                   | Temps                  |
| ---------------------- | ---------------------- | ---------------------- | ---------------------- |
| 1re                    | France                 | France                 | 15 h 18 min 22 s       |
| 2e                     | Italie                 | Italie                 | + 3 min 35 s           |
| 3e                     | Belgique               | Belgique               | + 32 min 45 s          |
| 4e                     | Hollande               | Pays-Bas               | + 1 h 50 min 59 s      |
| 5e                     | Espagne                | Espagne                | + 1 h 51 min 55 s      |

| Classement par équipes | Classement par équipes | Classement par équipes | Classement par équipes |
| Équipe                 | Équipe                 | Pays                   | Temps                  |
| ---------------------- | ---------------------- | ---------------------- | ---------------------- |
| 1re                    | France                 | France                 | 15 h 18 min 22 s       |
| 2e                     | Italie                 | Italie                 | + 3 min 35 s           |
| 3e                     | Belgique               | Belgique               | + 32 min 45 s          |
| 4e                     | Hollande               | Pays-Bas               | + 1 h 50 min 59 s      |
| 5e                     | Espagne                | Espagne                | + 1 h 51 min 55 s      |

## Abandons, exclusions
Pas d'abandon lors de la 13e étape.